# And I Love You So (album Perry’ego Como)
And I Love You So – album studyjny amerykańskiego wykonawcy Perry’ego Como wydany w sierpniu 1973 roku przez wytwórnię RCA Victor. Jest dwudziestym pierwszym albumem piosenkarza wydanym w formacie 12-calowej płyty długogrającej LP. Był nagrywany 19 grudnia 1972, 16 i 19 stycznia oraz 4 kwietnia 1973.

## Lista utworów

### Strona pierwsza
1. „And I Love You So”
2. „Killing Me Softly With Her Song”
3. „For The Good Times”
4. „Aubrey”
5. „Sing (Sing a Song)”

### Strona druga
1. „I Want to Give”
2. „Tie a Yellow Ribbon Round the Ole Oak Tree”
3. „I Thought About You”
4. „It All Seems To Fall Into Line”
5. „I Believe In Music”